# Eutropius (statsman)
Eutropius, död 399, var en bysantinsk statsman.
Eutropius var övereunuck och kammartjänare hos Theodosius den store, och blev efter Rufinus mord 395 det bysantinska rikets egentlige styresman. Med stor kraft och skicklighet ledde han rikets styrelse under de synnerligen vanskliga förhållanden som rådde. Dock avskyddes han av i princip alla samtida skribenter eftersom en eunuck aldrig förr öppet styrt riket, och han anklagades av dessa för alltifrån girighet till fult utseende . Efter att 399 belönats med att utnämnas till konsul, föll han samma år offer för sina fiender kejsarinnan Eudoxias och Gainas intriger och avrättades, trots att han lovats landsflykt till Cypern.  